# Women Painters of the World
Women Painters of the World, from the time of Caterina Vigri, 1413–1463, to Rosa Bonheur and the present day, samengesteld en geredigeerd door Walter Shaw Sparrow, geeft een overzicht van vooraanstaande vrouwelijke schilders tot 1905, het jaar van uitgave.
Het doel van het boek was om te bewijzen dat de bewering dat "de prestaties van vrouwelijke schilders van de tweede orde zijn geweest" niet klopte. Het boek bevat meer dan 300 afbeeldingen van schilderijen van meer dan 200 schilders, van wie de meesten zijn geboren in de 19e eeuw en die medailles wonnen op verschillende internationale tentoonstellingen. Het boek is een nuttig naslagwerk voor iedereen die kunst door vrouwen van het einde van de 19e eeuw bestudeert.

## Lijst van vrouwen in het boek
- Louise Abbéma
- Madame Abran (Marthe Abran, 1866-1908)
- Georges Achille-Fould
- Helen Allingham
- Anna Alma-Tadema
- Laura Theresa Alma-Tadema
- Sophie Gengembre Anderson
- Helen Cordelia Angell
- Sofonisba Anguissola
- Christine Angus
- Berthe Art
- Gerardine van de Sande Bakhuyzen
- Antonia de Bañuelos
- Rose Maynard Barton
- Marie Bashkirtseff
- Jeanna Bauck
- Amalie Bauerlë
- Mary Beale
- Lady Diana Beauclerk
- Cecilia Beaux
- Marie-Guillemine Benoist
- Marie Bilders-van Bosse
- Lily Blatherwick
- Tina Blau
- Nelly Bodenheim
- Rosa Bonheur
- Marie Bouliard
- Madame Bovi[1]
- Olga Boznańska
- Louise Breslau
- Elena Brockmann
- Jennie Augusta Brownscombe
- Anne Frances Byrne
- Katharine Cameron
- Mary Cameron
- Marie-Gabrielle Capet
- Margaret Sarah Carpenter
- Madeleine Carpentier
- Rosalba Carriera
- Mary Cassatt
- Marie Cazin
- Francine Charderon
- Marian Emma Chase
- Zoé-Laure de Chatillon
- Jeanne-Elisabeth Chaudet
- Lilian Cheviot
- Mlle. Claudie
- Christabel Cockerell
- Marie Amélie Cogniet
- Uranie Alphonsine Colin-Libour
- Jacqueline Comerre-Paton
- Cornelia Conant
- Delphine Arnould de Cool-Fortin
- Diana Coomans
- Maria Cosway
- Amelia Curran
- Louise Danse
- Héléna Arsène Darmesteter
- Maria Davids
- Césarine Davin-Mirvault
- Evelyn De Morgan
- Jane Mary Dealy
- Virginie Demont-Breton
- Marie Destrée-Danse
- Margaret Isabel Dicksee
- Agnese Dolci
- Angèle Dubos
- Victoria Dubourg
- Clémentine-Hélène Dufau
- Mary Elizabeth Duffield-Rosenberg
- Maud Earl
- Marie Ellenrieder
- Alix-Louise Enault
- Alice Maud Fanner
- Catherine Maria Fanshawe
- Jeanne Fichel
- Rosalie Filleul
- Fanny Fleury
- Julia Bracewell Folkard
- Lavinia Fontana
- Elizabeth Forbes
- Eleanor Fortescue-Brickdale
- Consuélo Fould
- Elizabeth Jane Gardner
- Artemisia Gentileschi[2]
- Diana Ghisi
- Ketty Gilsoul-Hoppe
- Marie-Éléonore Godefroid
- Eva Gonzalès
- Maude Goodman
- Mary L. Gow
- Kate Greenaway
- Rosina Mantovani Gutti
- Gertrude Demain Hammond
- Emily Hart
- Hortense Haudebourt-Lescot
- Alice Havers
- Ivy Heitland
- Catharina van Hemessen
- Matilda Heming
- Mrs. John Herford
- Emma Herland
- E. Baily Hilda
- Dora Hitz
- A. M. Hobson
- Adrienne van Hogendorp-s' Jacob
- Fanny Holroyd
- Amelia Hotham
- M. J. A. Houdon
- Joséphine Houssay
- Barbara Elisabeth van Houten
- Sientje Mesdag-van Houten
- Julia Beatrice How
- Mary Young Hunter
- Helen Hyde
- Katarina Ivanović
- Infanta María de la Paz van Spanje
- Olga Jančić
- Blanche Jenkins
- Marie Jensen
- Olga Jevrić
- Louisa Jopling
- Ljubinka Jovanović
- Mina Karadžić
- Angelika Kauffmann
- Irena Kazazić
- Lucy E. Kemp-Welch
- Jessie M. King
- Elisa Koch
- Käthe Kollwitz
- Adélaïde Labille-Guiard
- Ethel Larcombe
- Hermine Laucota
- Madame Le Roy
- Louise-Émilie Leleux-Giraud
- Judith Leyster
- Barbara Longhi
- Prinses Louise, Hertogin van Argyll
- Marie Seymour Lucas
- Marie Lucas Robiquet
- Vilma Lwoff-Parlaghy
- Ann Macbeth
- Biddie Macdonald
- Jessie Macgregor
- Violet Manners, Hertogin van Rutland
- E. Marcotte
- Ana Marinković
- Madeline Marrable
- Edith Martineau
- Caroline de Maupeou
- Constance Mayer
- Anne Mee
- Margaret Meen
- Maria S. Merian
- Anna Lea Merritt
- Georgette Meunier
- Eulalie Morin
- Berthe Morisot
- Mary Moser
- Marie Nicolas
- Beatrice Offor
- Adeline Oppenheim Guimard
- Blanche Paymal-Amouroux
- Marie Petiet
- Nadežda Petrović
- Zora Petrović
- Constance Phillott
- Maria Katharina Prestel
- Henrietta Rae
- Suor Barbara Ragnoni
- Catharine Read
- Marie Magdeleine Real del Sarte
- Flora Macdonald Reid
- Maria G. Silva Reis
- Mrs. J. Robertson
- Suze Robertson
- Ottilie Roederstein
- Juana Romani
- Adèle Romany
- Jeanne Rongier
- Henriëtte Ronner-Knip
- Barones Lambert de Rothschild
- Sophie Rude
- Rachel Ruysch
- Eugénie Salanson
- Adelaïde Salles-Wagner
- Amy Sawyer
- Helene Schjerfbeck
- Félicie Schneider
- Anna Maria van Schurman
- Thérèse Schwartze
- Doña Stuart Sindici
- Elisabetta Sirani
- Sienese non (zuster A)
- Sienese non (zuster B)
- Minnie Smythe
- Élisabeth Sonrel
- Lavinia Spencer, Gravin Spencer
- M. E. Edwards Staples
- Louisa Starr
- Marianne Stokes
- Elizabeth Strong
- Mary Ann Rankin (Mrs. J. M. Swan)
- Annie Louise Swynnerton
- E. De Tavernier
- Elizabeth Upton, Barones Templetown
- Ellen Thesleff
- Elizabeth Thompson
- Maria Tibaldi m. Subleyras
- Frédérique Vallet-Bisson
- Caroline de Valory
- Mlle. de Vanteuil[3]
- Elisabeth Vigée-Lebrun
- Caterina Vigri
- Vukosava Velimirović
- Ana Vidjen
- Draginja Vlasic
- Beta Vukanović
- Louisa Lady Waterford
- Hermine Waternau
- Caroline Watson
- Cecilia Wentworth
- E. Wesmael
- Florence White
- Maria Wiik
- Julie Wolfthorn
- Juliette Wytsman
- Annie Marie Youngman
- Jenny Zillhardt